# Kálmán Széll
Dans le nom hongrois Széll Kálmán, le nom de famille précède le prénom, mais cet article utilise l’ordre habituel en français Kálmán Széll, où le prénom précède le nom.
Kálmán Széll (dukai és szentgyörgyvölgyi dr. Széll Kálmán en hongrois), né le 8 juin 1843 ou 1845, à Gasztony et décédé le 16 août 1915 à Rátót, est une personnalité politique hongroise.

## Famille
Il est le fils de József (1801–1871), Ispan de Vas et de Júlia Bertha de Felsőeőr.
Il est l'oncle de la comtesse Marianne Csáky-Széll, épouse du violoniste Jan Kubelík.

## Carrière politique
Il fut ministre des Finances (1875–1878) puis premier ministre de Hongrie du 26 février 1899 au 27 juin 1903. Grand-Croix de l'Ordre de Saint-Étienne de Hongrie en 1902, il devient membre de l'Académie hongroise des sciences la même année.